# Microregiunea Nagykáta
Microregiunea Nagykáta (în maghiară Nagykátai kistérség) a fost o microregiune statistică (kistérség) din județul Pest, Ungaria.
Cu o populație de 75.425 locuitori și o suprafață de 710,12 km2, aceasta a existat până în 2014, când în Ungaria, microregiunile ”kistérségek” au fost înlocuite de districte (járások).